# Шипы любви
«Шипы любви» (хинди मेहंदी, Mehndi) — индийский фильм, снятый режиссёром Хамидом Али Ханом и вышедший в прокат 13 ноября 1998 года. Диалоги написаны Икбалом Дуррани. В главной роли снялась Рани Мукерджи. Типичная мелодрама, учащая моральным ценностям. Фильм был довольно успешным для своего времени.

## Сюжет
Пуджа — новоиспечённая жена Ниранджана. Она происходит из семьи среднего класса. Героиня любит своего мужа всем сердцем и с радостью входит в дом, где её свёкры ей как родители, а золовки как подруги. К несчастью, новая семья превращает её жизнь в сущий ад, когда приданое не выплачено.
Когда Ниранджана несправедливо обвиняют в убийстве, вся семья пытается добиться его освобождения. Фотограф Раджешвар имеет фотографии, которые могут доказать невиновность Ниранджана, но взамен он хочет провести ночь с Пуджей. Она неохотно соглашается. Она проводит ночь в его доме, однако, он к ней даже не прикоснулся. Освобождённый Ниранджан сомневается в целомудренности жены и его мать с позволения сына бьёт и выгоняет Пуджу. Она теряет ребёнка.
Однажды муж золовки Пуджи убивает её отца. Главная героиня, как и на свадьбе, обходя погребальный костёр отца, клянётся отомстить за его смерть.

## Роли
- Рани Мукерджи — Пуджа
- Фараз Кхан — Ниранджан
- Шакти Капур — Банее Миян
- Прамод Муто — мистер Чаудхари
- Химани Шивпури — миссис Чаудхари
- Арджун — Биллу
- Шахбаз Кхан — Раджешвар
- Асрани — Толани

## Саундтрек
Все тексты написаны Рани Маликом, вся музыка написана Бабулом Босе.
| №  | Название               | Исполнители                 | Длительность |
| -- | ---------------------- | --------------------------- | ------------ |
| 1. | «Baba Ki Bitiya»       | Анурадха Паудвал            | 6:03         |
| 2. | «Dulhan Koi Jab»       | Садхана Саргам              | 4:19         |
| 3. | «Mohabbat Main Duniya» | Удит Нараян, Садхана Саргам | 4:43         |
| 4. | «Parody»               | Мохаммед Азиз, Пурнима      | 5:23         |
| 5. | «Sach Puchho»          | Кумар Сану                  | 5:03         |
| 6. | «Tum To Pardesi Ho»    | Кавита Кришнамурти          | 6:45         |